# Ivanka Muerova
Ivanka Muerova –en búlgaro, Иванка Муерова– es una deportista búlgara que compitió en piragüismo en la modalidad de aguas tranquilas. Ganó una medalla de bronce en el Campeonato Mundial de Piragüismo de 1987, en la prueba de K2 500 m.

## Palmarés internacional
| Campeonato Mundial | Campeonato Mundial   | Campeonato Mundial | Campeonato Mundial |
| Año                | Lugar                | Medalla            | Competición        |
| ------------------ | -------------------- | ------------------ | ------------------ |
| 1987               | Duisburgo (Alemania) | Medalla de bronce  | K2 500 m           |